# 379
Cette page concerne l'année 379  du calendrier julien. Pour l'année 379 av. J.-C., voir 379 av. J.-C. Pour le nombre 379, voir 379 (nombre).
L'année 379 est une année commune qui commence un mardi.

## Événements
- 1er janvier : début du consulat d'Ausone et d'Olybrius[1].
- 19 janvier, Sirmium : pour lui porter assistance dans la crise interne de l'Empire romain, l'empereur Gratien nomme l'espagnol Théodose Ier Auguste en Orient ; Olybrius, préfet du prétoire d'Illyricum, prend en charge le transfert des généraux et des troupes à l'armée d'Orient et quelques mois plus tard, Gratien est en campagne sur le Rhin[2].

- 24 février : Gratien est toujours à Sirmium[3].

- 5 avril : Gratien est à Trèves[3].

- 17 juin : Théodose Ier est à Thessalonique[3] où il prend en charge la guerre contre les Goths. Il émet de nouvelles lois de conscription pour reconstituer son armée, puis mène une campagne non conclusive contre Fritigern dans le Nord. De nombreux Goths sont enrôlés ; l'un d'eux, le général transfuge Modarès, réussit à détruire une grande colonne de pillards goths en Thrace. Le gros des forces de Fritigern marche alors à l'Ouest vers l'Illyricum[2].

- 2 juillet : Gratien est à Aquilée[3].
- 6 juillet : Théodose est à Scupi, d'où il rétablit les communications avec l'empire d'Occident par la vallée de la Save[4].
- 31 juillet : Gratien est à Milan[3].

- 3 août : Gratien promulgue à Milan un édit qui abroge l'édit de tolérance religieuse qu'il a publié à Sirmium en 378[5], peut être sous l'influence d'Ambroise[1].
- 10 août : Théodose est à Vicus Augusti, sur la route entre Sirmium et Emona[3].

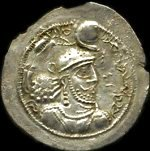
pièce du règne de Ardashir II

- 19 août : début du règne d'Ardachîr II, frère de Shapur II, roi de Perse (fin en 383)[6].

- 13 septembre : Curl Snout (Yax Nuun Ayiin I) devient roi de Tikal dans la jungle de Petén. C'est la première accession au trône enregistrée dans les chroniques maya[7].
- 14 septembre : Gratien est de retour à Trèves où il passe l'hiver[1].
- Septembre : le concile d'Antioche restaure l'orthodoxie nicéenne en Orient et expulse le clergé arien[2].

- 17 novembre : la victoire des Romains sur les Goths, les Alains et les Huns est proclamée à Constantinople[8].

## Décès en 379
- 1er janvier : Basile de Césarée, docteur de l’Église,  en Grèce  (né en 330).
- 19 juillet : Macrine la Jeune, religieuse chrétienne.
- Shapur II, roi de Perse.
- Wang Xizhi, fameux calligraphe chinois (321-379 ou 303-361).